# 슈퍼 팩맨
《슈퍼 팩맨》(Super Pac-Man)는 팩맨 시리즈의 게임들 중 네 번째 타이틀로서, 1982년 8월 11일 일본에서 출시되었으며, 북아메리카에서는 1982년 10월 1일 출시되었다. 시리즈의 기원이 되는 남코가 개발한 두 번째 게임이기도 한데, 《미스 팩맨》(시리즈의 두 번째)과 《팩맨 플러스》(슈퍼 팩맨의 출시 수개월 전에 출시되는 게임)가 남코의 참여 없이 개발되었다.

## 특징 및 게임플레이
사운드와 게임플레이 구조는 팩맨 시리즈 중 처음 2개의 게임에 비해 급진적으로 변화되었다. 점(도트)을 먹는 대신 플레이어는 문을 열기 위해 열쇠를 먹어야 한다. 미로의 섹션을 열면 음식(사과, 바나나와 같은 음식을 이야기하며, 갤럭시안 플래그십과 같은 기타 상도 포함)을 먹을 수 있으며 이 음식들을 모두 먹어야 클리어된다. 모든 음식을 먹으면 플레이어는 다음 레벨로 이동하며 그 안에서 음식은 더 많은 포인트의 가치가 있다. 초기 레벨에서 열쇠는 주변의 문의 잠금을 해제하며 플레이어는 여러 레벨을 진행할수록 키를 가지고 거리가 더 먼 문들을 열어야 하는 것이 일반화된다. 팩맨은 열쇠 없이 언제든지 유령의 집에 들어갈 수 있다.
보너스 레벨이 중간 중간 나타난다. 여기에서 플레이어는 음식 아이템으로 가득찬 미로를 마주하며 카운트다운 타이머가 있는 상태에서 포인트를 얻으려면 모든 아이템을 먹어야 한다. 팩맨은 스테이지 중에 슈퍼 모트에 등장하며 여기에 고스트는 없다.